# Каењ
Каењ (фр. Cahaignes) насеље је и општина у северној Француској у региону Горња Нормандија, у департману Ер која припада префектури Andelys.
По подацима из 2011. године у општини је живело 359 становника, а густина насељености је износила 37,63 становника/km². Општина се простире на површини од 9,54 km². Налази се на средњој надморској висини од 111 метар (максималној 141 m, а минималној 87 m).

## Демографија
| 1962. | 1968. | 1975. | 1982. | 1990. | 1999. | 2011. |
| ----- | ----- | ----- | ----- | ----- | ----- | ----- |
| 147   | 172   | 158   | 196   | 279   | 299   | 359   |

График промене броја становника у току последњих година